# Джеймс Макдівітт
Джеймс Макдівітт (англ. James McDivitt, 10 червня 1929, Чикаго, Іллінойс  — 13 жовтня 2022, Тусон, Аризона) — американський астронавт, бригадний генерал військово-повітряних сил.
У 1959 році закінчив Мічиганський університет, у 1960 році — школу льотчиків-випробувачів на авіаційній базі ВПС Едвардс, у 1961 році — школу підготовки пілотів для аерокосмічних досліджень. З 1962 року — у групі астронавтів. 3—7 липня 1965 року разом з Едвардом Вайтом здійснив політ на кораблі «Джеміні-4», а 3—13 березня 1969 року разом із Девідом Скоттом та Расселом Швайкартом — на кораблі «Аполлон-9».